# 물보전
물보전(Water conservation)에는 담수의 천연 자원을 지속 가능하게 관리하고 수권을 보호하며 현재와 미래의 인간 수요를 충족(따라서 물 부족 방지)하기 위한 모든 정책, 전략 및 활동이 포함된다. 유의어로 절수, 치수사업, 수원보호가 있다. 인구, 가구 규모, 성장, 풍요 등이 모두 물 사용량에 영향을 미친다. 기후 변화와 같은 요인으로 인해 특히 제조 및 농업 관개 분야의 천연 수자원에 대한 압박이 증가했다. 많은 국가에서는 이미 물 보존을 목표로 하는 정책을 시행하여 큰 성공을 거두었다.
물을 보존하기 위한 주요 활동은 다음과 같다. 물 손실, 자원 사용 및 낭비를 유익하게 줄이고 수질 손상을 방지한다. 물의 사용을 줄이거나 유익한 사용을 향상시키는 물 관리 관행을 개선한다. 가정용, 상업용, 농업용 기술 솔루션이 존재한다. 사회적 솔루션과 관련된 물 보존 프로그램은 일반적으로 지자체 수자원 시설이나 지역 정부에 의해 지역 수준에서 시작된다.

## 같이 보기
- 보전생물학
- 환경 보호
- 무수익 수량
- 빗물 집수
- 물 발자국